# دايفيد باكارد
دايفيد باكارد (بالإنجليزية: David Packard)‏ (7 سبتمبر 1912 - 26 مارس 1996)، كان المؤسس المشارك لشركة هيوليت باكارد مع ويليم هيوليت، تولى منصب رئيسها (1947-1964)، وثم منصب الرئيس التنفيذي (1964-1968)، وثم منصب رئيس مجلس الإدارة (1964 - 1968، 1972-1993). شغل منصب نائب وزير دفاع الولايات المتحدة من 1969-1971 في عهد إدارة نيكسون. خدم باكارد رئيسا لجامعة الخدمات الموحدة لعلوم الصحة (USU) 1976 حتي 1981. وكان أيضا رئيسا لمجلس الحكام 1973-1982. وحصل على الوسام الرئاسي للحرية عام 1988، وله الكثير من الابتكارات التكنولوجية والمساعي الخيرية.

## النشأة
ولد ديفيد باكارد في بويبلو، كولورادو، وفي المدرسة الثانوية ظهر في وقت مبكر شغفه بالعلوم والهندسة والرياضة، والقيادة. حصل على الشهادة الجامعية الأولى له من جامعة ستانفورد في عام 1934، وكان عضوًا في جمعية فاي ألفا دلتا الأدبية. قابل في ستانفورد اثنين ممن كانت لهم أهمية في حياته: «وسيل سالتر» و«بيل هيوليت». حضر باكارد لفترة وجيزة في جامعة كولورادو قبل مغادرته للعمل لشركة جنرال الكتريك في سكينيكتدي، نيويورك. في عام 1938، عاد إلى ستانفورد من نيويورك، حيث حصل على درجة الماجستير في الهندسة الكهربائية في عام 1938. وفي نفس العام، تزوج من وسيل سالتر، ورُزق بأربعة أطفال: ديفيد، نانسي، سوزان، وجولي. توفيت زوجته في عام 1987.

## روابط خارجية
- دايفيد باكارد على موقع الموسوعة البريطانية (الإنجليزية)
- دايفيد باكارد على موقع مونزينجر (الألمانية)
- دايفيد باكارد على موقع إن إن دي بي (الإنجليزية)